# アンドニ・スビアウレ
アンドニ・スビアウレ・ドロンソロ（Andoni Zubiaurre Dorronsoro、1996年12月4日 - ）は、スペイン・バスク州オルディシア出身のサッカー選手。ジョホール・ダルル・タクジムFC所属。ポジションはGK。

## クラブ経歴
レアル・ソシエダのカンテラ出身であり、2017-18シーズンからBチームでプレーし始め、その翌シーズンにレギュラーに定着した。
2020年10月1日、セグンダ・ディビシオンBに所属していたクルトゥラル・レオネサへ1シーズンのレンタル移籍をした。レンタルバック後、セグンダ・ディビシオンに昇格したBチームでCDレガネスとの試合にてプロデビューを果たした。
2023年7月17日、CDエルデンセへ移籍し、2年契約を結んだ。しかし、加入1シーズン目は出場機会の確保に苦しんだため、冬の移籍市場でCDミランデスへレンタル移籍をした。